# Rareș Dumitrescu
Rareș Dumitrescu (Brașov, 24 de diciembre de 1983) es un deportista rumano que compite en esgrima, especialista en la modalidad de sable.
Participó en dos Juegos Olímpicos de Verano, en los años 2008 y 2012, obteniendo una medalla de plata en Londres 2012, en la prueba por equipos (junto con Tiberiu Dolniceanu, Florin Zalomir y Alexandru Sirițeanu).
Ganó tres medallas en el Campeonato Mundial de Esgrima, en los años 2009 y 2010, y cuatro medallas en el Campeonato Europeo de Esgrima entre los años 2005 y 2012.

## Palmarés internacional
| Juegos Olímpicos   | Juegos Olímpicos       | Juegos Olímpicos  | Juegos Olímpicos  |
| Año                | Lugar                  | Medalla           | Prueba            |
| ------------------ | ---------------------- | ----------------- | ----------------- |
| 2012               | Londres (Reino Unido)  | Medalla de plata  | Sable por equipos |
| Campeonato Mundial |                        |                   |                   |
| Año                | Lugar                  | Medalla           | Prueba            |
| 2009               | Antalya (Turquía)      | Medalla de oro    | Sable por equipos |
| 2009               | Antalya (Turquía)      | Medalla de plata  | Sable individual  |
| 2010               | París (Francia)        | Medalla de bronce | Sable por equipos |
| Campeonato Europeo |                        |                   |                   |
| Año                | Lugar                  | Medalla           | Prueba            |
| 2005               | Zalaegerszeg (Hungría) | Medalla de bronce | Sable por equipos |
| 2006               | Esmirna (Turquía)      | Medalla de oro    | Sable por equipos |
| 2009               | Plovdiv (Bulgaria)     | Medalla de plata  | Sable por equipos |
| 2012               | Legnano (Italia)       | Medalla de plata  | Sable por equipos |